# Клейпол, Джон
Джон Клейпол (англ. John Claypole; 21 августа 1625, Нортборо, Кембриджшир — 26 июня 1688, Нортгемптоншир) — офицер парламентской армии в 1645 году во время Гражданской войны в Англии. Он был провозглашен лордом Клейполом Оливером Кромвелем, но этот титул не был признан после Реставрации Стюартов 1660 года.
Клейпол женился на Элизабет, второй дочери Оливера Кромвеля, примерно в октябре 1646 года и собрал конный отряд для Парламента, чтобы противостоять Карлу II в 1651 году. Он был конюшим своего тестя, лорда-протектора. Член парламента в 1654 и 1656 годах, он был одним из пэров Кромвеля в 1657 году. После восстановления монархии он жил спокойно, но, возможно, был ненадолго заключен в тюрьму как подозреваемый в заговоре 1678 года, однако был освобождён, когда не было представлено никаких доказательств его причастности.

## Предыстория
Родом из благородной семьи, сын Джона Клейпола-старшего и его жены Мэри, урожденной Энджелл, внук Адама Клейпола. Проживал в Нарборо, в графстве Нортгемптон (современный Нортборо, Кембриджшир),  на границе Линкольншира, владея значительными поместьями в обоих этих графствах.
Джон Клейпол-старший, вероятно, был шерифом своего округа, по крайне мере, такое обращение значится в письме от генерал-майора Уильяма Ботелера Джону Терло от 16 ноября. Также Джон Клейпол-старший был членом парламента в 1654 году от графства Нортгемптоншир; в1657 году вместе со своим сыном был назначен комиссаром по взиманию налогов с графства Нортгемптон и чтобы отличить их, его называли Джон Клейпол, эсквайр старший, а его сына лорд Клейпол.

## Гражданская война и протекторат
Лорд Клейпол впервые выступил с оружием в руках за парламентское дело во время Первой гражданской войны в Англии при осаде Ньюарка зимой 1645–1646 годов. 11 августа 1651 года он получил поручение Государственного совета собрать конный отряд в графствах Нортгемптоншир и Линкольншир, чтобы противостоять маршу Карла II в Англию.
Когда его тесть Оливер Кромвель был удостоен титула протектора, он получил от него должность смотрителя королевских лошадей, сопровождая королевскую процессию на инаугурации, идя с непокрытой головой по одну из сторон кареты протектора.
В 1654 году являлся членом Первого парламента протектората Кармартеншира. 15 января 1656 года был назначен членом комитета по торговле. Был избран депутатом от Нортгемптоншира и Кармартеншира во Втором парламенте протектората, где выступал против власти генерал-майоров. 
16 июля 1657 года Кромвель пожаловал Клейполу титул баронета и в тот же день организовал его посвящение в рыцари в Уайтхолле. Позже в том же году Клейпол стал одним из лордов Протектора и получил место в Верхней палате Протектора.
По своим религиозным взглядам Клейпол был пресвитерианцем, однако, современники не могли назвать его поведение пуританским, он описывается как человек, «чья квалификация не отвечает принципам, которыми раньше руководствовались, назначая на места только благочестивых людей». Вместе с тем Клейпол имел склонность к математике и, вероятно, к архитектуре, и был близким другом Кристофера Рена.

## Период Реставрации
Марк Ноубл предполагает, что Клейпол обладал мягким характером, что делало его непригодным для военной деятельности Протектора, поэтому его тесть Оливер Кромвель продвигал его на должности, которые обладали высоким статусом, но на деле не имели реального политического влияния. За все время правления родственников Клейпол не совершил никаких действий, которые могли бы даже причинить неудобства отдельному человеку, поэтому в последовавший за гражданской войной период Реставрации он был включен в список общего помилования, в отличие от тех, кто участвовал в ярких исторических событиях, такие как цареубийство Карла I. Однако несколько лет спустя, когда двор и страна были наполнены слухами о заговорах, Клейпол был объявлен главой заговора против королевской семьи, предположительно в союзе с выжившими сторонниками Кромвеля. Был задержан в июне 1678 года и отправлен в Тауэр. Клейполу было предоставлено право освобождения под залог, но, несмотря на то, что в его кругу было достаточно людей, готовых помочь лорду, сумма залога была настолько высока, что в итоге никто не взялся за выплаты, и Клейпол ждал вынесения приговора в темнице. Позже лорду был вынесен оправдательный приговор по причине того, что он обладал характером отличающим его от человека, способного возглавить заговор с целью убийства. История умалчивает, что стало с ним после заключения. Вероятно, он вернулся в свое поместье в Нортгемптоншире (где он проживал, когда его взяли под стражу).

## Семья
У Элизабет и Джона Клейполов была дочь и два сына Генри и Оливер. Оливер умер незадолго до своей матери, и Марк Ноубл предполагает, что горе из-за утраты могло ускорить ее смерть в 1658 году.  Второй сын и дочь также скончались при жизни Джона Клейпола. 
В июне 1670 года он женился во второй раз на Бланш, вдове Ланселота Стейвли, от которой у него родилась дочь Бриджит. Позже Клейпол имел незаконную связь с прачкой Энн Отти и лишил Бриджит наследства в ее пользу. Дочь подала иск в канцелярию и смогла отсудить некоторую часть имущества, но большую его часть, включая поместье Нортборо, Клейпол распродал еще при жизни.